# Жика Бујуклић
Жика Бујуклић (Београд, 23. јануар 1952) је српски правник, правни историчар и редовни професор Римског права на Правном факултету у Београду у пензији и ванредни професор на Правном факултету на Палама. Познат је по својим обимним књигама и предавањима о Старом Риму.
На парламентарним изборима 2022. године је изабран на народног посланика са изборне листе Српске напредне странке.

## Биографија
Завршио је Правни факултет у Београду 1975. године, где је магистрирао 1982. и одбранио докторску дисертацију „Закон као извор права у Античком Риму” 1999. године. Два пута је награђиван као студент генерације. Магистарски рад „Имовинскоправни односи по одредбама средњовековног Будванског статута” одбранио је 1977. године. Два пута је био на усавршавању у Летњој високој школи у Штроблу у Аустрији као и на курсу за Упоредну правну традицију у Стразбуру. Специјализирао се на Правном факултету у Риму Универзитета Ла Сапјенца, где је и добитник „Награде града Рима”. Професор Бујуклић течно говори енглески и италијански језик а служи се и латинским, француским и шпанским језиком.
Објавио је књигу „Правно уређење средњовековне будванске комуне” и приредио репринт издање Средњовековног статута Будве 1988. године. Објавио је рад енциклопедијског карактера „Форум Романум — Римска држава, право, религија и митови” 2005. године који је намењен студентима прве године правног факултета као приручник за предмет Римско право. Ово дело награђено је као најбоље научно остварење професора и сарадника Београдског Универзитета за 2005. годину.
Један је од оснивача друштва „Данте Алигијери”, члан је и активни учесник у научним активностима „Друштва за античке студије у Београду” и Клуба пријатеља римског права и антике „Forum Romanum” на Правном факултету у Београду, био је члан редакције „Анала Правног факултета у Београду”, у више наврата је био члан Савета Правног факултета, а 2009. године је именован на функцију продекана за наставу у трогодишњем мандату. Дугогодишњи је члан академског хора „Бранко Крсмановић” (Обилић) и члан управног одбора овог културно уметничког друштва.
Бујуклић је од 1980. више пута посетио Свету Гору у Грчкој, о којој је у Београду држао бројна предавања.

## Политички ангажман
Бујуклић је ангажован у Фондацији „За српски народ и државу” Српске напредне странке. На парламентарним изборима 2022. године, Бујуклић је кандидат за народног посланика на изборној листи Српске напредне странке.